# Тарабаны
Тарабаны (укр. Тарабани) — село, относится к Старобельскому району Луганской области Украины.
Население по переписи 2001 года составляло 124 человека. Почтовый индекс — 92735. Телефонный код — 6461. Занимает площадь 0,66 км². Код КОАТУУ — 4425180304.

## Местный совет
92733, Луганська обл., Старобільський р-н, с. Веселе, вул. Леніна, 62а  (укр.)